# Albertson Van Zo Post
Albertson Van Zo Post (n. 28 iulie 1866, Cincinnati, Ohio, SUA – d. 23 ianuarie 1938, New York City, New York, SUA) a fost un scrimer ce a reprezentat Statele Unite ale Americii, medaliat olimpic. A participat la 2 ediții ale Jocurilor Olimpice (1904, 1912) în care a câștigat două medalii de aur, o medalie de argint și două medalii de bronz.